# Belle Lyonnaise
'Belle Lyonnaise' est un cultivar de rosier obtenu en 1869 par le rosiériste lyonnais Antoine Levet,. Cette rose remporta un grand succès à la fin du XXe siècle et au début du XXe siècle.

## Description
Ce rosier thé présente de grosses fleurs d'un jaune pâle, de plus en plus clair au fur et à mesure, très pleines (26-40 pétales), ayant au revers des pétales des reflets blanc crème. Elles sont en forme de coupe et modérément parfumées. La floraison est remontante.
Son buisson érigé possède un feuillage de trois à cinq feuilles avec de longues feuilles ovales et pointues. Il supporte les hivers froids jusqu'à -20° et même encore plus froid si son pied est protégé. Il existe aussi en rosier grimpant.
Ce rosier est toujours commercialisé pour les amateurs de roses romantiques, mais dans peu de catalogues. Il éclaire les plates bandes avec générosité et en version grimpante atteint plus de 3 mètres. Sa taille doit être très modérée. Il descend de 'Gloire de Dijon' (Jacotot, 1850).